# Izložbeni prostor Časničkog doma u Nišu
Izložbeni prostor Časničkog doma u Nišu (srp. Izložbeni prostor Oficirskog doma u Nišu, Изложбени простор Официрског дома у Нишу), jedan je od suvremenih multimedijskih prostora u gradu Nišu, koji je svečano otvoren u travnju 2016. godine. Smješten je u strogom središtu grada, na Nišavskom keju u, za tu namjenu, obnovljenoj zgradi nekadašnjeg Časničkog doma izgrađenoj potkraj 19. stoljeća. Sedamdesetih godina 20. stoljeća stavljen pod zaštitu države (Srbije) i nosi status kulturnog dobra od velikoga značaja.
Spada u red najreprezentativnijih galerijskih prostora u Gradu Nišu i jugoistočnoj Srbiji. Ideja je da Časnički dom u budućnosti bude u nadležnosti Uprave za kulturu Grada Niša.

## Povijest
Objekt Časničkog doma izgrađen je na početku drugog desetljeća od oslobođenja Niša od Osmanlija, 1890. godine kao ugostiteljski objekt ili kavana pod nazivom "Bulevar". U njoj su od kraja 19. i početkom 20. stoljeća gostovala brojna putujuća kazališta, pjevačka društva i vojni orkestri zabavljajući goste kavane.
Tako je bilo sve do 1903. godine kada je objekt otkupilo Zapovjedništvo grada i pretvorila ga u Časnički dom (dom vojnih starješina, časnika i dočasnika), koji je funkcionirao sve do početka Drugoga svjetskog rata 1941. godine.
Objekt Časničkog doma bio je i mjesto najznačajnijih političkih i skupštinskih događaja Srbije. Od mnogobrojnih odluka koje su ovdje donesene najznačajnija je ona tijekom Prvog svjetskog rata, (od 27. srpnja do 16. listopada 1915. godine) kada su tu održavana ratne sjednice Narodne skupštine Kraljevine Srbije i kada je službenom postala tzv. Niška deklaracija, s osnovnim ciljem ujedinjenja balkanskih naroda u borbi za oslobođenje i stvaranje zajedničke države Srba, Hrvata i Slovenaca. U tada usvojenoj deklaraciji izražen je odlučan stav, koji se protivi Londonskom ugovoru, kojim se Italiji ustupa dio jadranske obale.
Po završetku Drugoga svjetskog rata, ovaj objekt služio je za najrazličitije kulturne potrebe građana, u zgradi je ponovno otvorena kavana, koja je u vrijeme održavanja Festivala glumačkih ostvarenja Filmski susreti, na ljetnoj pozornici u niškoj Tvrđavi bila mjesto okupljanja glumaca i drugih poklonika filmske umjetnosti.
Početkom sedamdesetih godina 20. stoljeća, u objektu je bio Dom omladine, sve do gašenja (1999.) Omladinske ustanove "Josip Kolumbo" kojoj je bilo ustupljena zgrada Časničkog doma na korištenje. Nakon 1999. godine objekt je povremeno radio kao ugostiteljski objekt, potom bio je napušten i o njemu više nitko nije vodio računa.
Zbivanja u zgradi Časničkog doma tijekom 1914. i 1915. godine obilježena su spomen-pločama, otkrivenim 6. svibnja 1986. godine. Ploče su rad beogradskog kipara Ljubiše Mačića. Na prvoj ploči zapisano je: "U Nišu, ratnoj prijestolnici Srbije, u ovoj zgradi zasjedala je Narodna skupština i prosinca 1914. objavila je Nišku deklaraciju s idejama o ciljevima borbe za oslobođenje i ujedinjenje naših naroda". Zapis na drugoj ploči glasi: "Ovdje je održan jugoslavenski miting 6. svibnja 1915. godine protiv odluka Londonskog ugovora, kojima se Dalmacija ustupa Italiji i donesena je Rezolucija, koju je Dušan Popović, tajnik SSDP, izražavajući stav radničke klase, nadahnuto i borbeno podržao. U Nišu 6. svibnja 1986. OK SSRN Niša".

## Preduvjeti za nastanak izložbenog prostora u Časničkom domu
U 21. stoljeću stalno je traženo rješenje da se vrijedno zdanje Časničkog doma obnovi i privede novoj namjeni. Bilo je čak i dogovora s veleposlanstvom Ruske Federacije u Srbiji o pretvaranju objekta u Ruski kulturni centar. Kada se od toga odustalo uprava Grada Niša donijela je odluku o rekonstrukciji Časničkog doma. Prvobitna ideja Mileta Ilića, predsjednika Skupštine grada Niša u dva mandata, bila je osnovati stalnu muzejsku postavku niškog Narodnog muzeja u većem dijelu objekta a na ostalom prostoru urediti i druge kulturne sadržaje. Rekonstrukcija objekta, koja je počela prvih dana 2013. godine, okončana je nakon brojnih materijalnih problema početkom 2016. godine, kada je Časnički dom konačno ponovno mogao postati središte svih kulturnih zbivanja u Nišu. Međutim trebalo je proći još nekoliko mjeseci, prije nego što je otvaranjem izložbe grafika pod nazivom "Matis jazz", čuvenog francuskog umjetnika Henryja Matissea (začetnika specifičnog pravca u 20. stoljeću pod nazivom "fovizam", svečano počeo s radom novotvoreni Izložbeni prostor u renoviranom Časničkom domu u Nišu.

## Namjena
U objektu postoje tri međusobno povezane cjeline u kojima likovni umjetnici iz Niša, Srbije i svijeta mogu izlagati svoja likovna djela, glazbenici održavati koncerte, književnici književne večeri i sajmove knjiga, a ustanove kulture i Narodni muzej prezentirati različite povijesne i kulturne sadržaje.
Prostor mogu koristiti i brojne društveno-političke organizacije i ustanove i u njemu održavati brojne skupove i druge manifestacije.

## Vanjske poveznice

### Sestrinski projekti
|  | Zajednički poslužitelj ima još gradiva o temi Izložbeni prostor Časničkog doma u Nišu |

### Mrežna mjesta
- (srp.) NiskeVesti.rs – Svečano otvoren Oficirski dom u Nišu  Arhivirana inačica izvorne stranice od 25. travnja 2016. (Wayback Machine)